# 아토미스웨이브
아토미스웨이브는 사미가 개발한 아케이드 기판 및 캐비넷이다. 2003년부터 가동을 시작했다.
세가의 드림캐스트 콘솔에 기반했으며, 장착용 롬 카트리지를 사용하고 다양한 종류의 입력 장치(듀얼 조이스틱, 듀얼 라이트 건, 스티어링 휠)를 사용하는 것 등 세가 나오미 기판과 유사점이 많다. 나오미와이 차이점은 드림캐스트와는 달리 확장 RAM을 사용하지 않는 것이다.

## 사양
- 중앙 처리 장치: 히타치 SH-4 32-bit RISC CPU 200 MHz
  - 정격 성능: 360 MIPS/1.4 GFLOPS
- 그래픽 프로세서: 파워VR 2 100 MHz
  - 폴리곤 성능: 초당 3~5백만 폴리곤
  - 합성 속도: 초당 500 M 픽셀
  - 추가 기능: 범프 매핑, 안개, 알파 블렌딩 (투명도), MIP 매핑 (폴리곤 텍스처 자동 변환), 삼중선형 필터링, 위신호 제거, 리플렉션 매핑, 스페큘러 이펙트
- 사운드 프로세서: ARM7 야마하 AICA (내부 32비트 RISC CPU, 64채널 ADPCM) 45 MHz
- 메모리
  - 시스템: 16 MB
  - 그래픽: 16 MB
  - 사운드: 8 MB
- 저장매체: ROM 보드

## 게임
| 제목                             | 개발사                 | 장르          | 출시일 |
| -------------------------------- | ---------------------- | ------------- | ------ |
| Net Select Keiba Victory Furlong | 사미                   | 스포츠        | 2005   |
| Net Select Salary Man Kintarou   | 사미                   | 마작          | 2004   |
| 길티 기어 이스카                 | 사미, 아크 시스템 웍스 | 대전 격투     | 2003   |
| 길티 기어 X 버전 1.5             | 사미, 아크 시스템 웍스 | 대전 격투     | 2003   |
| 네오지오 배틀 컬리시엄           | 세가, SNK 플레이모어   | 대전 격투     | 2005   |
| 더 럼블 피시                     | 사미, 딤프스           | 대전 격투     | 2004   |
| 더 럼블 피시 2                   | 세가, 딤프스           | 대전 격투     | 2005   |
| 더 킹 오브 파이터즈 XI           | 세가, SNK 플레이모어   | 대전 격투     | 2005   |
| 더 킹 오브 파이터즈 네오웨이브   | 사미, SNK 플레이모어   | 대전 격투     | 2004   |
| 더티 피그스킨 풋볼               | 플레이 메케닉스        | 스포츠        | 2006   |
| 데몰리션 피스트                  | 사미, 딤프스           | 진행형 격투   | 2003   |
| 돌핀 블루                        | 사미                   | 런 앤 건      | 2003   |
| 레인저 미션                      | 사미                   | 라이트건 슈팅 | 2004   |
| 맥시멈 스피드                    | 사미, SIMS             | 경주          | 2003   |
| 메탈슬러그 6                     | 세가, SNK 플레이모어   | 런 앤 건      | 2006   |
| 미라클 스타디움                  | 사미                   | 스포츠        | 2005   |
| 북두의 권                        | 세가, 아크 시스템 웍스 | 대전 격투     | 2005   |
| 블록 퐁퐁                        | 사미                   | 스포츠        | 2005   |
| 사무라이 쇼다운 IV               | 세가, SNK 플레이모어   | 대전 격투     | 2005   |
| 세가 배스 피싱 챌린지            | 세가 어뮤즈먼트 USA    | 스포츠        | 2009   |
| 세가 클레이 챌린지               | 세가 어뮤즈먼트 USA    | 라이트건 슈팅 | 2008   |
| 스포츠 슈팅 USA                  | 사미                   | 라이트건 슈팅 | 2003   |
| 신삼국전기: 칠성전생             | 사미, IGS              | 진행형 격투   | 2003   |
| 와이와이 드라이브                | 사미                   | 액션          | 2005   |
| 익스트림 헌팅                    | 사미                   | 라이트건 슈팅 | 2005   |
| 익스트림 헌팅 2: 토너먼트 에디션 | 세가 어뮤즈먼트 USA    | 라이트건 슈팅 | 2006   |
| 패스터 댄 스피드                 | 사미                   | 경주          | 2004   |
| 허슬 공넣기 경쟁 / 애니멀 배스킷 | 사미, 모스             | 스포츠        | 2005   |

## 참조

### 내용주
1. ↑  영어: Atomiswave, 일본어: アトミスウェイブ